# Werner Fenchel

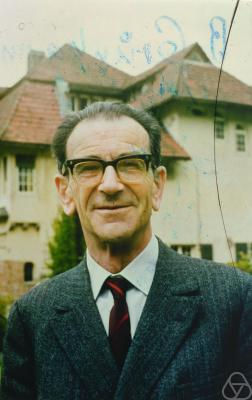
Moritz Werner Fenchel

Moritz Werner Fenchel (Berlijn, 3 mei 1905 - 24 januari 1988) was een Duits-Deense wiskundige, die bekend is om zijn bijdragen aan de meetkunde en de optimalisatietheorie. Fenchel formuleerde de basisresultaten van de convexe analyse en niet-lineaire optimalisatietheorie. Fenchels monografieën en college-aantekeningen waren ook zeer invloedrijk. Sinds hij Duitsland in 1933 moest verlaten woonde Fenchel het grootste deel van zijn leven in Denemarken.